# 瓦爾特PPX半自動手槍
瓦爾特PPX（德語：Polizei-Pistole Xtreme，意為：極限警用手槍）是一款由德国槍械製造商卡尔·瓦尔特运动枪有限公司為民間射擊、安全部隊和執法機關取代過去的瓦爾特P99而研製和生產的半自動手槍，發射9×19毫米和.40 S&W這兩種口徑的手枪子彈。
儘管這款手槍的目的是吸引「廉價」手槍市場。然而，由於銷量較低，這兩款手槍在數年內就停產了。

## 歷史
2012年，瓦爾特推出的PPQ半自動手槍銷售成績不錯，但對於多少有些偏愛迴轉式擊錘擊發的美國市場而言，這款採用平移擊針擊發的手槍就受到一定限制了。瓦爾特公司針對這一市場進行研發，並且於2013年推出了瓦爾特PPX半自動手槍。從整體外觀上看，PPX並沒有擊錘，這是因為PPX的擊錘被套筒後部包裹，只有從套筒後方才能看到擊錘。這種設計有利於裝在口袋中隱蔽攜帶而不必擔心勾掛衣物等。由於採用了內置式擊錘，因此PPX採用雙動操作扳機擊發方式，主要面向警用半自動手槍市場。
PPX採用傳統的槍管短行程後座作用自動方式和改良型白朗寧鉸鍊式閉鎖方式。初見瓦爾特PPX手槍會感覺有點怪怪的，這是因為該槍採用了與眾不同的“駝峰式”握把設計。握持時，握把後方向後彎曲之處，即是“駝峰”部位正好位於掌心位置，握持握把時的感覺非常良好。

## 設計細節
PPX之所以能低價出售，部分原因在於簡化了槍管。PPX具有鍛造鋼製槍管，該槍管連接到金屬射出成型襯套，而該襯套鎖定在底把和套筒當中。這與許多現代栓動式獵用步槍的設計類似，然而PPX標誌著該工藝首次應用於手槍以上，而瓦爾特亦已經為該設計申請了專利。據瓦爾特武器公司稱，PPX設計經過了近四年的測試，使用了超過五十萬發子彈。

### 操作機構
瓦爾特PPX是一把槍管短行程後座閉膛式半自動手槍，使用從白朗寧大威力半自動手槍改進過來的白朗寧凸輪閉鎖系統。PPX具有一個玻璃钢增強聚合物材料製造的底把和钢製套筒組件。所有金屬表面都經過镍铁表面處理。它可以被分解為其主要部分，或是在沒有工具的幫助以下只按下分解扣就能夠不完全分解。與瓦爾特公司之前的手槍相比，PPX還改變了分解桿的設計，操作起來更順手更快速。

### 功能
在瓦爾特PPX內部預設的擊針“快速防衛型”扳機是一個超越過去的瓦爾特手槍的扳機系統，並已經在PPX上加以使用，成為該槍最具特色之處。當扳機被扣動時，扳機連杆上的突起物頂起連繫著擊針保險的分離式控制桿，撐起一個阻鐵鉤，同時讓完全預先裝填的擊針總成釋放並向前移，並且使得手槍擊發。與格洛克和許多其他擊針發射設計的手槍相似的是，不需要預壓擊針簧即可扣動扳機。PPX的扳機扣力完全是由扳機和分離彈簧而定。PPX的扳機行程大約為7毫米（0.28英寸），扳機復位行程則是相對很短的5毫米（0.2英寸），而扳機扣力為大約28.91牛頓（6.5磅力），比起其他雙動操作扳機要輕。在扣動扳機射擊以後，只要稍微鬆開扳開並且再次扣動就可以擊發下一發子彈，保證了使用者在射擊時的準確性和對快速射擊的需求。有別於許多其他的扳機系統，預置的內置式擊針具有一個讓位關閉點，這樣在不需要待擊解脫桿以下，扳機扣力從第一發到最後一發都保持不變。為了提高射擊精度，扳機還採用了狙擊步槍上才有的兩道火設計，這一項設計不只在瓦爾特系列手槍，在眾多手槍之上亦是前所未有的事。然而，應該注意的是，PPX衍生型擊針不會從套筒的後面伸出，因為該槍械本來就是在一個恆定待擊狀態。
由於PPX手槍的扳機特性，由德国瓦爾特生產和銷售的PPX更像是特種部隊手槍，而非如其名字般是一把警用任務型手槍。根據德國警察技術規格（TR，意為：9×19毫米口徑手槍的技術規格指引；最新修訂版：2008年1月），獲得德國警用任務型手槍認證的手槍的首發扳機扣力需要大於或等於30牛頓（6.74磅力），扳機行程大於或等於10毫米（0.39英寸），而扳機復位行程則大於或等於4毫米（0.16英寸）。
瓦爾特PPX的套筒形狀與PPQ的不同，而是更接近瓦爾特P99的套筒外形。抽殼鈎位於套筒右側，尺寸比較長，除了具抽殼功能以外，抽殼鈎同時作為上膛指示器。當有彈藥於膛室內的時候，會使抽殼鈎尾部向內移動後而縮入套筒，這時套筒上平時被抽殼鈎尾部掩蓋的紅色警示標記就會顯現，白天很容易看到。光線昏暗不佳或是夜間無法用肉眼分辨時，可以通過手指觸摸抽殼鈎尾部的位置以感知膛室內裝有彈藥與否。而沒有彈藥時會把抽殼鈎縮回槍內。套筒前方和後方具有防滑紋，套筒右側刻有瓦爾特的商標和PPX的字樣。槍管、閉鎖塊和導彈板三大部分由一體式設計改為將三者各自加工好後焊接在一起，這種設計比起之前的一體式設計更能簡化生產。槍管下方設有復進簧和復進簧導桿。
這手槍對於人體工程學設計方面亦是一個關鍵性的焦點，並正因為如此，與瓦爾特P99一樣，PPX的握把使用了模塊化設計，可以換裝三種可更換式後方握把片（小型、中型和大型），這樣就令使用者可以因應其手掌大小而調節握把的形狀和尺寸，更適合不同的手形。此功能亦讓大多數射手的槍械上具有一個握感舒適和更有效的握把。其注射製模握把底把的前端下方具有四條讓套筒在前者以上滑動的聚合物製造而成的導軌，這種設計也不多見：兩條位於底把的後部，而其餘的兩條亦以一對形式設在扳機護圈的前部的上方。大型扳機護圈的前部和質感本身都是方形。其聚合物握把的兩側、前部和後方握把片上具有捲曲變形紋理化“HI-GRIP”型防滑表面。握把內部使用了喇叭狀擴口處理的彈匣插槽，使彈匣插入時變得更為方便。固定後方握把片下端以空心插銷固定，其設計目的是要作為一個用以裝上戰術槍索附件的空心洞。PPX亦在套筒下、扳機護圈前方的防塵蓋整合了一條MIL-STD-1913戰術導軌以安裝各種戰術燈、雷射瞄準器和其他戰術配件。
手槍的套筒和其他金屬部件採用了先進的特尼弗（Tenifer）氮化處理過程（一種滲氮工藝，也在格洛克手槍以上使用）。特尼弗表面處理的厚度為0.04毫米（0.0015英吋）和0.05毫米（0.002英吋）之間。這種處理的特點是具有極高的耐磨擦性和耐腐蝕，它會滲入金屬和表面處理部分，甚至在表面以下的一定深度並且變成類似的性質。Tenifer氮化處理過程中會產生啞光灰色、無眩光表面和64 HRC等級（相比之下，一顆工業鑽石的評級為70 HRC）、99％的抗海水腐蚀（達到或超過不鏽鋼規格）和1,200—1,300平方毫米每牛頓（ N/mm2）的抗拉強度。採用了這種處理使得瓦爾特PPX特別適合作為個人隱蔽攜帶的手槍，而高聚氯乙烯耐處理並可以減少手槍受到汗水的影響。採用類似表面處理的還有格洛克半自動手槍系列和HS2000半自動手槍系列。
整套瓦爾特PPX手槍可裝在其專用聚合物手槍槍盒，裡面包括：手槍本身、2塊大小不同的後方握把片、兩個彈匣、快速裝彈器、使用說明書、保修期文件、原廠在15公尺（16.4码）的距離開了5槍的測試靶子以及一個經國際常設槍械測試委員會認可的證明機構烏姆（德語：Beschussamt Ulm）進行的驗證測試的防彈盒子裝著的信封。

### 槍管
瓦爾特PPX手槍裝有一根使用傳統型陽膛和陰膛槍管。子彈通過常規的由陽膛和陰膛所組成的膛線以達到穩定。槍管下方的複進簧導桿尾部加裝了一個藍色聚合物帽，這能既能減少槍管與複進簧導桿尾部接觸位置的摩擦損耗，亦能夠防止使用者在維護手槍以後安裝複進簧導桿的時候出現如倒裝的裝置出錯問題。

### 保險裝置
瓦爾特PPX設有三個保險裝置（扳機保險、內置式擊針保險和快速保險功能），其中裝在扳機之上並留有外露部份的整合式扳機保險內部槓桿機構亦可以作為一個額外被動式「防跌落保險」（英語：Drop Safety）。在手槍套筒、拋殼口上方的開口具有上膛指示器，在膛室內裝彈的時候會突出來。如果膛室內裝彈的話，使用者可以通過該開口看到。

### 供彈方式
瓦爾特PPX是由彈藥容量不同的左右交錯排列雙排式彈匣供彈。瓦爾特亦向限制槍械彈匣容量10發的司法管轄區提供10發單排彈匣。這些彈匣是由钢製成，意大利分包商Mec-Gar公司為瓦爾特生產的，彈匣具有抗摩擦塗層以便裝填和抗腐蝕。彈匣上具有可視式檢查孔，使用者可透過檢查孔計算彈匣內的剩餘子彈量。鋼製彈簧推動上方的橙色聚合物製造的托彈板。標準左右交錯排列雙排式PPX彈匣的重量為80克（2.82盎司）這手槍亦裝有無彈後定，在最後一發子彈已經發射之後，其彈匣托彈板會對套筒鎖施加向上的壓力，讓其與套筒鎖缺口嚙合，從而保持在“開放”的位置。
空槍掛機桿（套筒釋放裝置）回歸了P99的設計，同樣位於底把左右兩側側、套筒的下方，射手的兩手的拇指可以靈活操作。當手槍的膛室內已經上彈就可以發射，而不需要在武器以內插入彈匣才可使用。
所有PPX的衍生型是通過按壓位於扳機護圈後方底部的一個可反向安裝的拇指釋放按鈕把空彈匣釋放。握把上的彈匣卡筍較大，容易操作。而握把底部兩側都設計有一塊凹陷位置，易於使用者用兩根手指夾住彈匣，以便平時的裝上和拆卸彈匣操作。

### 瞄準具
標準機械瞄具也是採用一貫的燕尾槽固定方式，並且是由钢或聚合物製成，視乎出售手槍的所在國家或地區。照門元件可以通過底座的燕尾槽以調整風偏，而準星元件則可以通過更換準星以調整海拔。在這方面瓦爾特提供4個不同高度的準星元件。標準瞄準具具有3個高對比度的點用以增強對比度，並塗上具有餘輝的塗料以幫助在不利的照明條件以下瞄準目標。另外還可以使用其氚瓶光點式夜間機械瞄具。由於瓦爾特手槍線路的產品演化，瓦爾特PPX保持與瓦爾特P99、瓦爾特PPS、瓦爾特PPQ瞄準具的兼容性。其瞄準基線為160毫米（6.3英吋）。

### 高膛壓彈藥
根據瓦爾特方面的資料，“Plus-P”（+P）高膛壓彈藥可能會影響PPX手槍的耐磨特性或是超過安全邊際。同樣地根據瓦爾特方面的結果，使用“Plus-P”彈藥需要更頻繁的維修。瓦爾特更建議不要在瓦爾特槍械上使用“Plus-P-Plus”（+P+）這些更高膛壓彈藥。+P和+P+這兩種標誌會標記在彈藥上並表示它超過既定的彈藥工業標準，但這些表示不代表限定的壓力限制。因此，這類彈藥所產生的膛壓並有可能會是不同。

### 附件
原廠提供的配件包括：固定金屬三點式機械瞄具、固定氚光夜間瞄具、可調節運動型機械瞄具、可調節光纖機械瞄具、雷射瞄準器、戰術燈、彈匣底座手電筒轉接器、槍套、彈匣、彈匣快速裝彈器、握把延長器、瞄準鏡長導軌座和消聲套件，包括一根118毫米（4.65英寸）槍管、保護槍口螺紋的保護蓋和一個IMPULS II-A級產品線的消聲器，例如由瑞士布魯加-托梅公司生產的抑制器已經作為瓦爾特PPX的原廠配件提供。
為記錄瓦爾特PPX的具體數據，PPX亦可以在手槍後方握把片上裝上一個被動式RFID應答器系統。存儲的數據可以通過外部單位的電腦系統檢閱。

## 衍生型
除了標準的聚合物套筒型外，還推出了面對高端市場的銀色套筒型版本。其套筒由不鏽鋼打造而成，而且也具有9毫米和.40英寸兩種口徑。
消聲型版本命名為PPX SD，是專門為特種兵和特警打所造的，槍管前方設有安裝消聲器的螺紋。消聲版本只有9毫米口徑，由此可見市場定位明確。 

## 資料來源
1. 1 2  Kasler, 137
2. ↑  Kokalis, 321
3. ↑  .   [2014-11-10]. （原始内容存档于2009-08-04）.

## 外部連結
- （德文）—Walther PPX on the official German Walther website （页面存档备份，存于）
- （英文）—Walther PPX on the USA Walther website
- （英文）—Modern Firearms—Walther PPX Pistol （页面存档备份，存于）
- （英文）—The Firearm Blog.com－New Trijicon Sights for Walther PPX （页面存档备份，存于）
- （英文）—The Truth About Guns.com—
  - Media Day At The Range: Walther PPQ And Walther PPX （页面存档备份，存于）
  - Gun Review: Walther PPX （页面存档备份，存于）
  - Everyday Carry Pocket Dump of the Day: Dara Holsters （页面存档备份，存于）
- （英文）—Shooting Times.com－Walther PPX Review （页面存档备份，存于）
- （英文）—Tactical Life.com—
  - Top 18 Full-Size Guns From COMBAT HANDGUNS in 2014—WALTHER PPX .40 （页面存档备份，存于）
  - Gun Review: Walther’s PPX SD 9mm Handgun （页面存档备份，存于）
  - 5 Buzzworthy Handguns Taking 2015 by Storm （页面存档备份，存于）
- （英文）—Personal Defense World.com—
  - SNEAK PEEK: WALTHER PPX 9mm （页面存档备份，存于）
  - Walther PPQ M2 & PPX （页面存档备份，存于）
  - Walther 9×19 Warriors – Walther PPQ M2, Walther PPX （页面存档备份，存于）
  - Gun Review: Wunderbar Walther PPX .40 （页面存档备份，存于）
- （英文）—Walther PPX （页面存档备份，存于）